# Гигабит в секунда
Гигабит в секунда (Gbps, Gbit/s – Gigabits per second) е мярка за измерване на скоростта на пренос на данни през даден комуникационен канал.
1 Gbps се равнява на 1000 Mbps, 1 000 000 kbps или на 1 000 000 000 бита в секунда.
Близка единица е гибибит в секунда (Gibps), която се базира на двоични префикси, и се равнява на 1024 мебибита в секунда (Mibps), 1 048 576 кибибита в секунда (kibps) или 1 073 741 824 бита в секунда.